# Квинто ди Тревизо
Квинто ди Тревизо (итал. Quinto di Treviso) је насеље у Италији у округу Тревизо, региону Венето.
Према процени из 2011. у насељу је живело 6796 становника. Насеље се налази на надморској висини од 15 м.

## Становништво
| 1931. | 1936. | 1951. | 1961. | 1971. | 1981. | 1991. | 2001. | 2011. |
| ----- | ----- | ----- | ----- | ----- | ----- | ----- | ----- | ----- |
| 4.540 | 4.613 | 5.308 | 5.333 | 5.996 | 8.498 | 9.054 | 9.288 | 9.745 |